# Ricardo Mestre
Ricardo Jorge Mestre Correia (Faro, 11 september 1983) is een Portugees voormalig wielrenner die tussen 2016 en 2022 reed voor W52-FC Porto.

## Carrière
Mestre won voornamelijk etappes in Portugal, maar in 2010 zegevierde hij voor het eerst in de Ronde van Bulgarije. Hij won de zevende etappe met een voorsprong van veertien seconden op de nummer twee, Erik Mohs. Mestre zou als tweede eindigen in het eindklassement achter Krassimir Vasilev. Een jaar later won Mestre het eindklassement in de Ronde van Portugal. Hij had anderhalve minuut voorsprong op de nummer twee, André Cardoso.

### Schorsing
In 2022 werd Mestre, net als vele andere renners van W52-FC Porto, geschorst voor drie jaren nadat hij verboden middelen in bezit had. Daarnaast was hij ook een van de renners die in bezit was van verboden groeihormonen. Enkele jaren later vertelde Mestre dat de verboden praktijken plaatsvonden op zijn initiatief met medeweten van teamdirecteur Nuno Ribeiro.

## Belangrijkste overwinningen
2006
6e etappe Ronde van Portugal
Jongerenklassement Ronde van Portugal
2010
6e etappe Ronde van Bulgarije
2011
Bergklassement Ronde van de Algarve
1e etappe Trofeo Joaquim Agostinho
Eindklassement Trofeo Joaquim Agostinho
7e etappe Ronde van Portugal
Eindklassement Ronde van Portugal
2012
3e etappe Trofeo Joaquim Agostinho
Eindklassement Trofeo Joaquim Agostinho
2018
3e etappe Ronde van Asturië

## Resultaten in voornaamste wedstrijden
| Jaar | Ronde van Italië | Ronde van Frankrijk | Ronde van Spanje |
| ---- | ---------------- | ------------------- | ---------------- |
| 2008 |                  |                     |                  |
| 2011 |                  |                     |                  |
| 2013 | 145e             |                     |                  |

| Jaar |  | WK op de weg |
| ---- |  | ------------ |
| 2008 |  | opgave       |
| 2011 |  | 59e          |
| 2013 |  |              |

## Ploegen
- 2005 –  Duja-Tavira
- 2006 –  Duja-Tavira
- 2007 –  Duja-Tavira
- 2008 –  Palmeiras Resort-Tavira
- 2009 –  Palmeiras Resort-Prio
- 2010 –  Palmeiras Resort-Prio
- 2011 –  Tavira-Prio
- 2012 –  Carmim-Prio
- 2013 –  Euskaltel Euskadi
- 2014 –  Efapel-Glassdrive
- 2015 –  Team Tavira
- 2016 –  W52-FC Porto
- 2017 –  W52-FC Porto
- 2018 –  W52-FC Porto
- 2019 –  W52-FC Porto
- 2020 –  W52-FC Porto
- 2021 –  W52-FC Porto
- 2022 –  W52-FC Porto (tot en met 15-7)

Aberasturi ·
Antón ·
Astarloza ·
Azanza ·
Bilbao ·
Bravo ·
Chaoufi (tot 12/08) ·
García ·
G. Izagirre ·
J. Izagirre ·
Kocjan ·
Landa ·
Lobato ·
Martínez ·
Mestre ·
Mínguez ·
Nieve ·
Oroz ·
Pérez ·
Radochla ·
Sáez de Arregui ·
Sánchez ·
Schulze ·
Serebrjakov (tot 06/04) ·
Sicard ·
Tamouridis ·
Txurruka ·
Urtasun ·
Verdugo ·
Vrečer
Alarcón · Caldeira · Carvalho · Freitas · Mestre · Perez · Reis · Rodrigues · Sánchez · Silva · Veloso · Vinhas
Alarcón · Antunes · Caldeira · Carvalho · Ferreira · Freitas · Mestre · Perez · Rodrigues · Sánchez · Silva · Ucha · Veloso · Vinhas
Alarcón · Caldeira · Carvalho · César · Fernandes · Ferreira · Fonte · Freitas · Mestre · Rodrigues · Sánchez · Vinhas
Alarcón · Caldeira · Campos · Carvalho · Ferreira · Fonte · Magalhães · D. Mestre · R. Mestre · Pinto · Reis · Rodrigues · Sánchez · Silva · Veloso · Vinhas
Antunes · Caldeira · Campos · Ferreira · Magalhães · Mendes · D. Mestre · R. Mestre · Pinto · Rico · Rodrigues · Veloso · Vinhas
Antunes · Brandão · Caldeira · Campos · Fernandes · Magalhães · Mendes · D. Mestre · R. Mestre · Rodrigues · Vilela · Vinhas
Antunes · Brandão · Caldeira · Gonçalves · Fernandes · Magalhães · D. Mestre · R. Mestre · Mota · Rodrigues · Vilela · Vinhas